# Condorito 2: En Pelotillehue
Condorito 2: En Pelotillehue es una próxima película animada chileno-peruana dirigida por Eduardo Schuldt, basada en la historieta cómica Condorito y a su vez es una secuela de la película de 2017. La cinta será estrenada en 2026.

## Producción
El 29 de julio del 2020, RPP Noticias dio a conocer que se está trabajando en una secuela de Condorito: la película, dirigida también por Eduardo Schuldt. Durante una entrevista con Diario Correo, Schuldt reveló que la secuela se ambientará en Pelotillehue e incluirá a todos los personajes de la historieta. Dicha secuela está programada para el 2026.
El 23 de junio de 2025, se filtro el teaser de la dicha secuela confirmando que se llamara: Condorito 2: En Pelotillehue.